# Thuwal

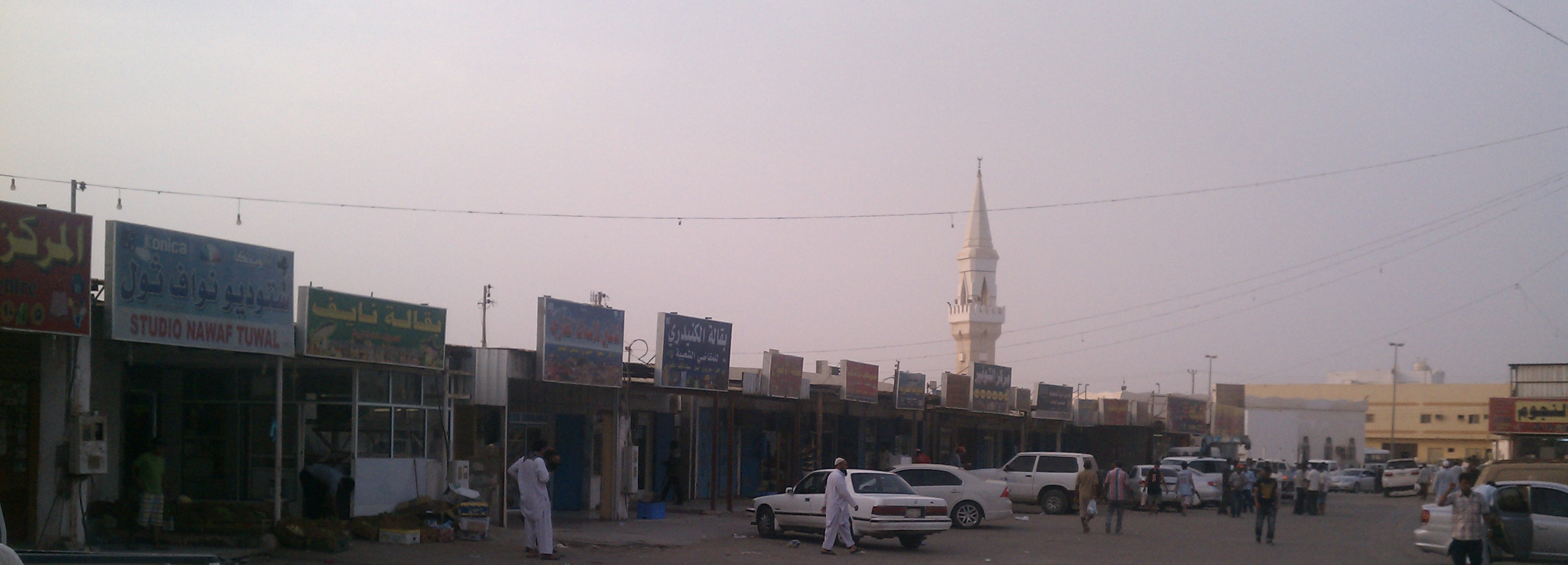
Thuwal

Thuwal (arabisch ثول, DMG Ṯuwal) ist eine Ortschaft in der Provinz Mekka in Saudi-Arabien.
Thuwal liegt am Roten Meer, etwa 50 km nördlich von Dschidda. Der ehemalige Fischereihafen wurde von der königlich saudischen Marine ausgebaut. Die 2009 gegründete König-Abdullah-Universität für Wissenschaft und Technologie hat ihren Sitz in Thuwal. Zu ihrem 26 km² großen Campus gehört auch ein an der Küste des Roten Meeres gelegenes Mangrovenschutzgebiet.
Nördlich von Thuwal liegt die in der Entwicklung befindliche King Abdullah Economic City. Sie ist eines von drei Zentren des Landes, deren Aufgabe es unter anderem sein soll, den Bevölkerungsdruck von den großen Städten Saudi-Arabiens abzuleiten. Bisher ist nicht vorgesehen, in Thuwal einen Haltepunkt für die Hochgeschwindigkeitsbahn von Mekka über Dschidda nach Medina einzurichten.

## Tourismus
Bereits im Jahre 1990 wurde in Thuwal die Thuwal Palace Beach Residence eingerichtet. Deren Wahrzeichen sind die von der Firma SL Rasch entwickelten Zeltkonstruktionen des Architekten Mahmoud Bodo Rasch.